# Ljungvinterlöpare
Ljungvinterlöpare (Bradycellus ruficollis) är en skalbaggsart som först beskrevs av Stephens 1828.  Ljungvinterlöpare ingår i släktet Bradycellus, och familjen jordlöpare. Arten är reproducerande i Sverige.